# Guéyo

Guéyo est une ville du sud ouest de la Côte d'Ivoire, située dans la région de la Nawa, dans le District du Bas-Sassandra. Le nom Guéyo vient de deux termes : « Gué » qui est le nom d'une femme et « youo » qui veut dire les enfants. Donc guéyo signifie « Les enfants de Gué ».  La localité de Guéyo est chef-lieu de commune, de sous-préfecture et de département.